# 五徳
五徳（ごとく）は、炭火などの上に設置し、鍋やヤカンなどを置くための器具。具体的には炉（囲炉裏、火鉢、七輪、焜炉、等々）の熱源上に置いて、鍋、やかん、土瓶、鉄瓶、焼き網などを乗せるために用いられる支持具をいう。
金属製のものは鉄輪（かなわ）とも呼び、呪詛に用いる道具としての五徳は、伝説（橋姫など）や能の演目『鉄輪』を通してこの名でも広く知られている。

## 語源
語源は「コ（炉、火）＋ トク/トコ（床）」あるいは「クトコ（火所）」の転訛（音韻変化）。「五徳」という表記からは儒教における「五常の徳」が連想されるが、これは当て字であると考えられる。

## 調理器具の五徳

### 種類
弥生時代の後半には足が付いた形の土器としてすでに存在し、鎌倉時代には、現在も見られる三本足または四本足の鉄製の五徳が作られていた。
材質は基本的に金属（主に鉄、稀に真鍮や銅）であるが、太平洋戦争中など金属の不足が深刻であった時代には陶器製も多く作られた。囲炉裏では鍋や鉄瓶を火にかける際、五徳と自在鈎のいずれかが必須である。
近代以降ではガスコンロの周りに足や爪だけが設置されたような簡易なタイプのものも五徳と呼ばれるが、近世以前の普及型の場合、五徳は環と足で構成される。上に置いた物が安定するように足や環に爪や網がついている場合もある。環と足のどちらを上にしても五徳という。
釜や鍋の置き方によって、環や網の上に釜を置くタイプの置五徳と、環や爪に釜の底をひっかけて釜を据えるタイプの据五徳といった分類がされる。また環の形によって、環が丸い丸五徳や、環が四角い角五徳といった分類もされる。また足の数によって、3本足の三本足五徳、4本足の四本足五徳と言った分類もされるが、他にも様々なタイプがある。
上輪五徳
環に3本または4本の足が付いた架台で、足を下に環を上にして、環の上に鍋などを置く形で使う。この型を上輪五徳と言う。
一本足五徳
上輪五徳に似るが、一本足で、足の接地面は2つもしくは1つの弧になっている。
金輪（かなわ）
上輪五徳によく似た形状ながら、ひと回り以上大きなもので、環の直径は鍋などより大きい。環で受ける上輪五徳とは違って、大きな環の内側に付いている3本の爪（つめ、もしくは、かえし）で受ける。囲炉裏専用として、白川郷が特によく知られる飛騨地方で使われ続けているものである。
三ツ爪五徳（みつづめごとく）
環状の足から3本の長い爪が伸びる形の五徳。“上輪”に対して“下輪”と言ってもよい天地逆転したような形で、環の面ではなく爪の3点で器具を受ける。鬼爪五徳、蕨五徳（わらび五徳）、猫足五徳、等々、爪の形状の違いで呼び分けられることもある。
後述する「丑の刻参り」の道具として欠かせない鉄輪（かなわ、五徳）の一般的形状に近い。
吉原五徳（よしわらごとく）
長方形に格子組みされた4本足の枠の上で鉄瓶などを乗せる五徳本体が左右にスライドする機構を持つ、長火鉢用の五徳。
仙台五徳（せんだいごとく）
長方形に格子組みされた枠と円筒状の五徳が一体化したもので、火鉢や囲炉裏で用いられる。
そのほか、竈専用にしつらえられた様々な形の特に名の無い五徳もある。また、五徳と一体化した呂金は呂金五徳付（ろがねごとくつき）と呼ばれる（五徳を主体とした場合の呼称は呂金五徳で、形状によって「丸呂金五徳」「角呂金五徳」と呼び分けられる）。
形状ではなく可動式という特徴による分類では自在五徳（じざいごとく）があり、これにあたる吉原五徳や可動式の一本足五徳（一本足自在五徳）は、全く異なるタイプでありながらそれぞれが「自在五徳」とも呼ばれている。

### 日本のガス焜炉の五徳
近現代以降に登場してきたタイプの五徳は、ガス焜炉（据え置き式ガス焜炉、据え付け式ガス焜炉［ビルトインコンロ］、および、カートリッジ式ガス焜炉［カセットこんろ］）に使われるが、近世以前からあったタイプとは異なる部分が多く、足の無いものが多数を占める。焜炉として昭和時代からの普及型と言えるガステーブル焜炉に備え付けの五徳は、足が無く、正方形、6本の爪を持つのが一般的で、平五徳（ひらごとく）と呼ばれることもある。また、業務用や家庭用の高級なガス焜炉では、上部全面を覆う全面五徳や、それに近い形で使える補助部品としての「全面補助五徳」がある。業務用の全面五徳の中には、熱源以外の上部全面を線ではなく面で覆ってしまう天板を兼ねたタイプもあるが、これのみを指す特別な名称は確認できない。なお、全面五徳や全面補助五徳に対しての従来の五徳の呼び名としては、個別五徳がある。カートリッジ式ガス焜炉の五徳などでは、本体と一体化して取り外せないものも少なくない。

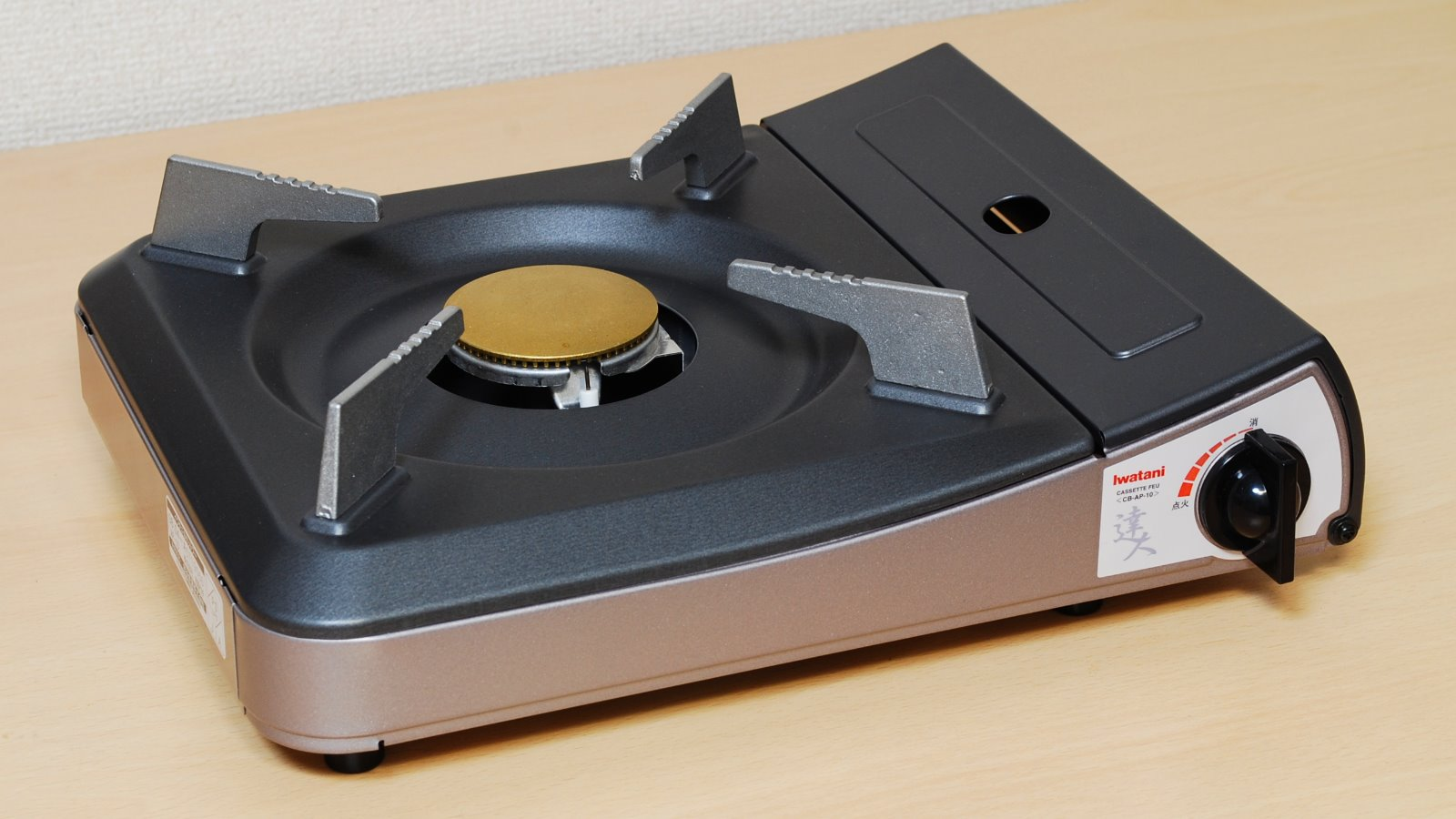
カートリッジ式ガス焜炉。 五徳は本体と一体化しており、4本の爪があるのみ。
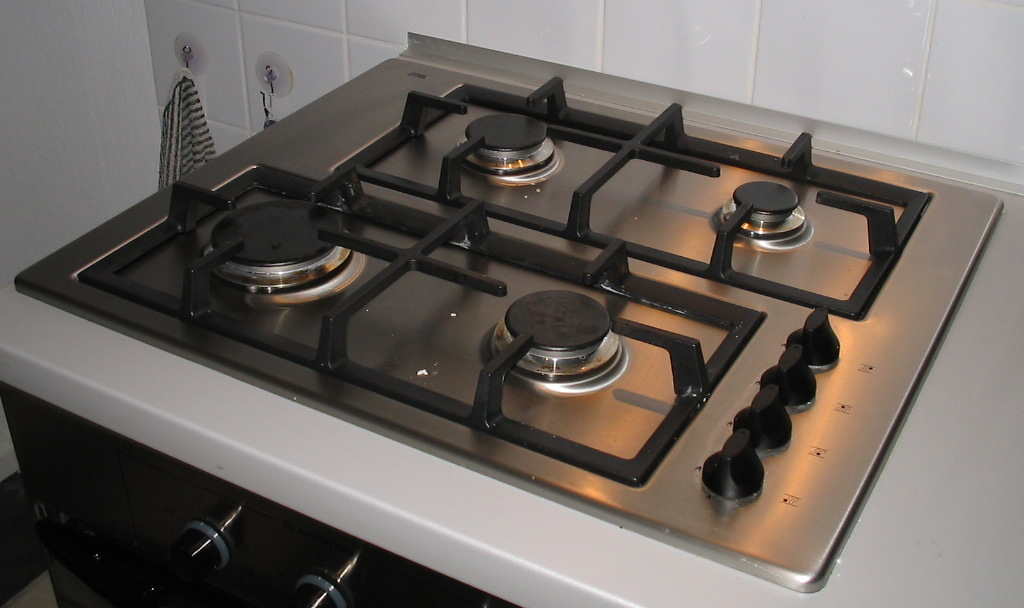
据え置き式のガス焜炉。 五徳は製品の形に合わせて四角く、天板に対して面で接する。爪は4本。
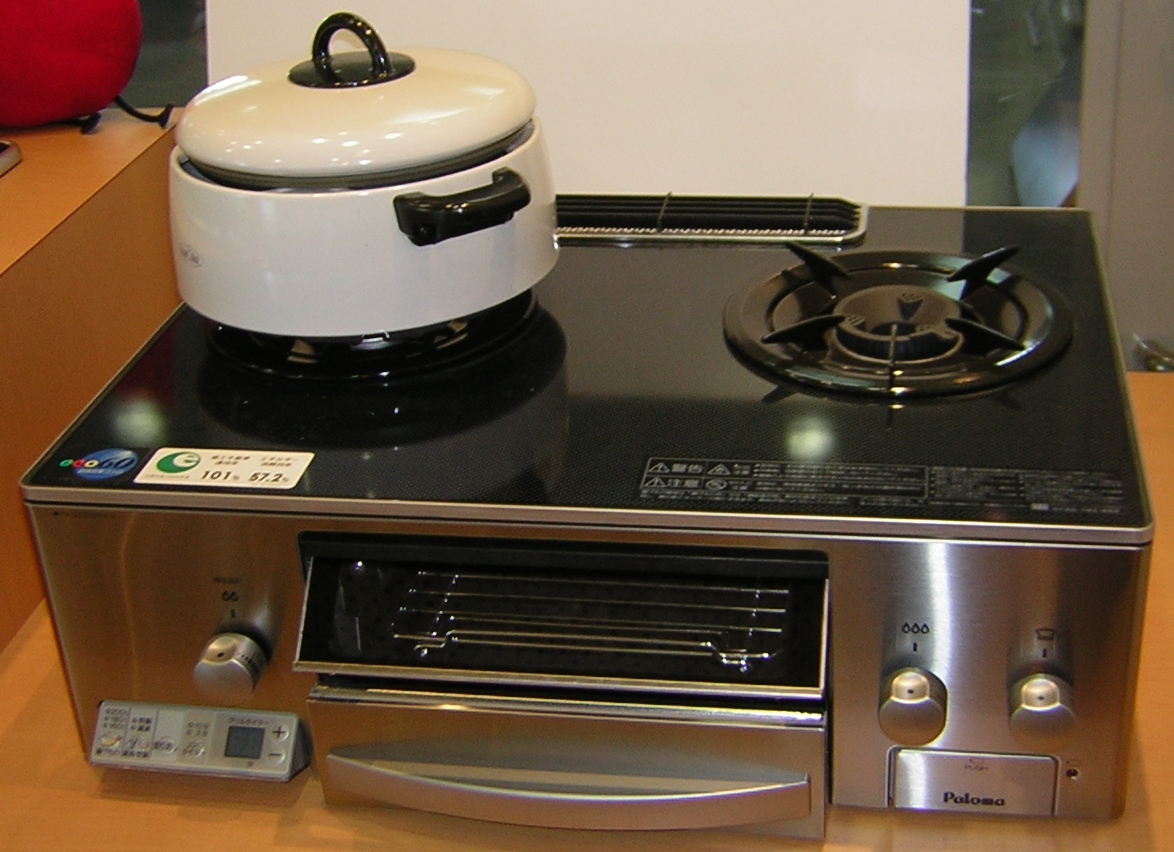
ガラストップテーブルコンロ。 五徳は足なし・円形で爪は5本。
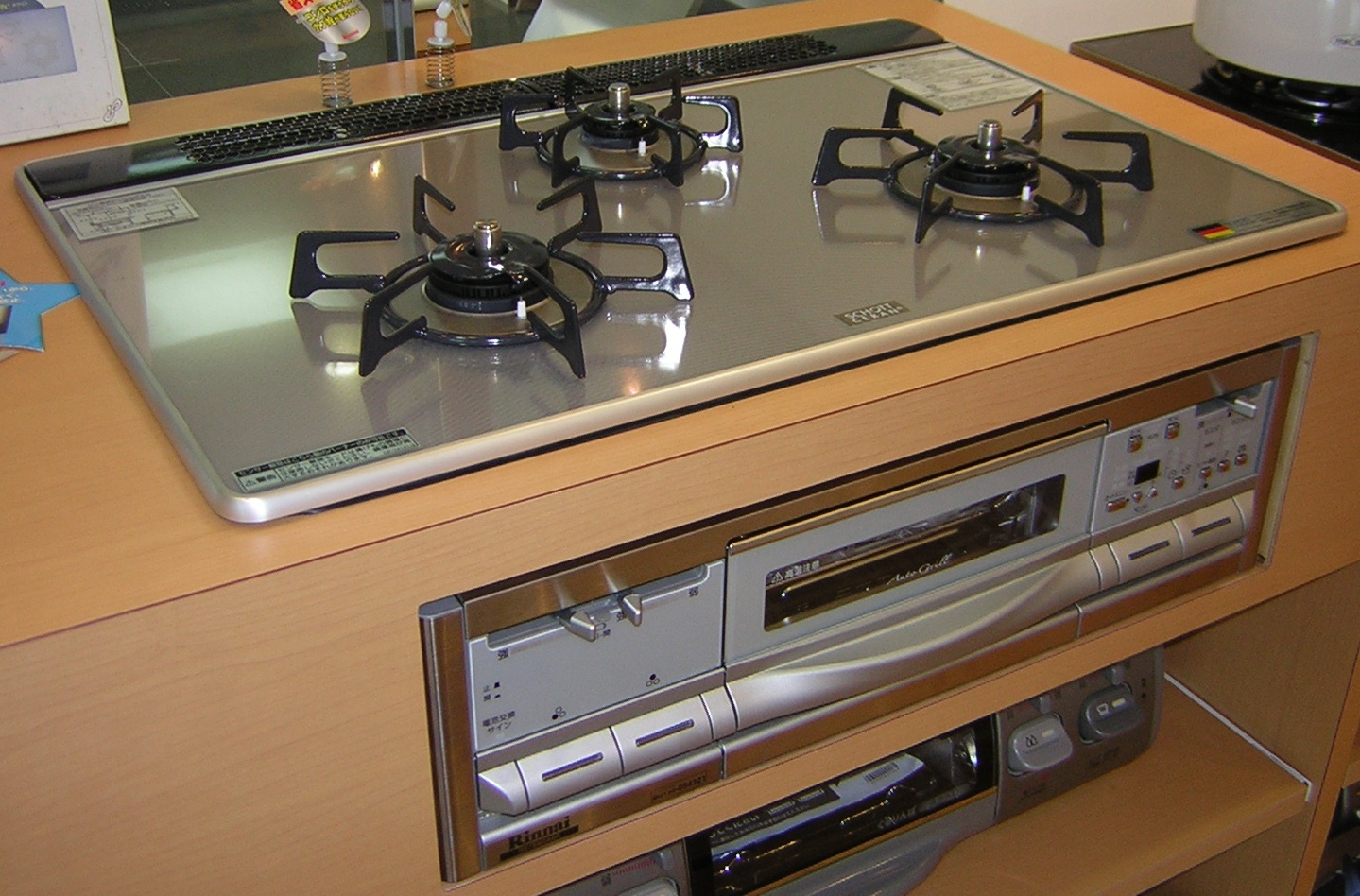
ガラストップコンロ。 五徳は足なしの環形で、「コ」の形をした爪が6本ついている。

### 中華五徳
中華料理店などで用いられる中華レンジには中華鍋の使用に合わせて中華五徳という特殊な五徳が使用されている。中華鍋用補助五徳などとも呼ばれる。
中華五徳は、鍋の丸底が環の中に嵌りこむことで安定性が確保できるようになっており、鍋を振った後に五徳の環の内側に戻すと一定の位置まで自然に滑り落ちてゆく構造になっている。よく普及しているタイプの中華五徳の場合、基本構造は金属板の環であるため、燃焼に不可欠な通気のための孔や切れ込みが付いている。そのほか、波打つ環の形をとるタイプもある。
日本で中華鍋を使う場合、丸底の中華鍋と日本に一般的な平五徳（ガステーブル焜炉に付いている五徳）は少々相性が悪く、使えば、接点が少ないために左右へのグラつきが大きい。これを改善するための日本特有の中華五徳も作られており、6本爪や4本爪の平五徳に対応した、噛み合わせて固定するタイプなどがある。

### 欧米の器具との相性
欧米文化圏の調理場に五徳はなく、平面的な構造の鉄格子状の補助器具（Trivet）が用いられている。そのため、例えばコーヒーの抽出器であるモカエキスプレスをガス焜炉で火に掛ける場合、本来必要なガスセーフティを用意できない上に五徳が設置されている日本の調理場では使いづらい。特に、一般的なガステーブル焜炉で使われている平五徳とは形状的に極めて相性が悪く、座りが安定しないどころか転倒の恐れがある。これは五徳の立体的形状が招く不都合であるため、五徳の上に焼き網を乗せて平面を作ることで解消できる。

## 五徳の文化

### 家紋

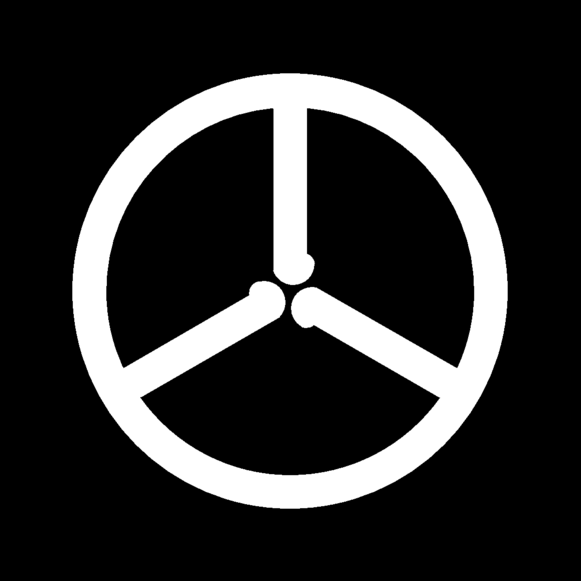
まるごとく
丸五徳

五徳紋（ごとくもん）は、五徳を図案化した家紋である。使用については、儒教の「仁・義・礼・智・信」の五徳にかけたともされ、また「温・良・恭・倹・譲」にも通じるという。
徳川幕府の旗本であった疋田氏や鎌田氏、平野氏などが用いた。
図案には「丸五徳（まるごとく）」「真向い五徳・五徳（まむかいごとく・ごとく）」「五徳菱（ごとくびし）」「据え五徳（すえごとく）」などがある。

### 五徳と妖怪

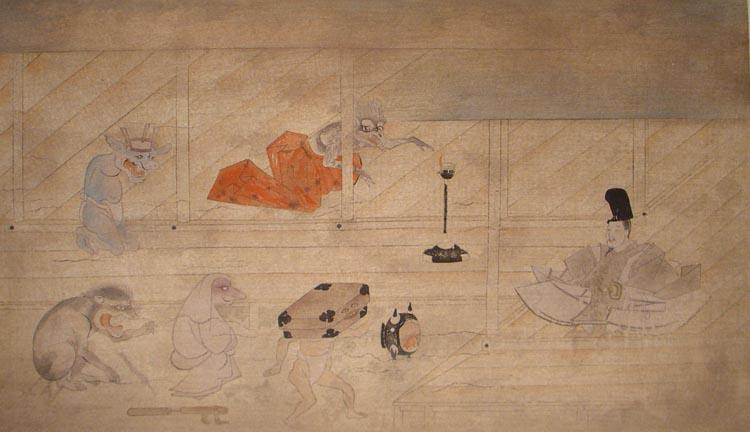
『土蜘蛛草紙絵巻』（部分）
源頼光の前に異形の妖怪どもが現れる場面。左上に五徳を頭に被った牛様の妖怪が見える。13世紀（鎌倉時代）の作。東京国立博物館所蔵。

鎌倉時代の『土蜘蛛草紙』には、付喪神（妖怪の一種）の原型ともいえる描写があり、その様々な妖怪の描写の中には「五徳と牛が合体したもの」が描かれ、以降も室町時代や江戸時代において、絵巻物や浮世絵などで、五徳の妖怪や、五徳と牛が一体になった妖怪が描かれた。五徳の足の爪（かえし）の形状の種類にも牛という言葉が使われており、五徳を牛の頭部や角に見立てたことが窺える。
また、五徳猫は、江戸時代中期の浮世絵師・鳥山石燕の手になる妖怪画集『百器徒然袋』に見られる詳細不明の妖怪で、三ツ爪五徳（鬼爪五徳）を頭に被って囲炉裏の火を起こす姿で描かれる猫又の一種である。

### 呪詛の道具

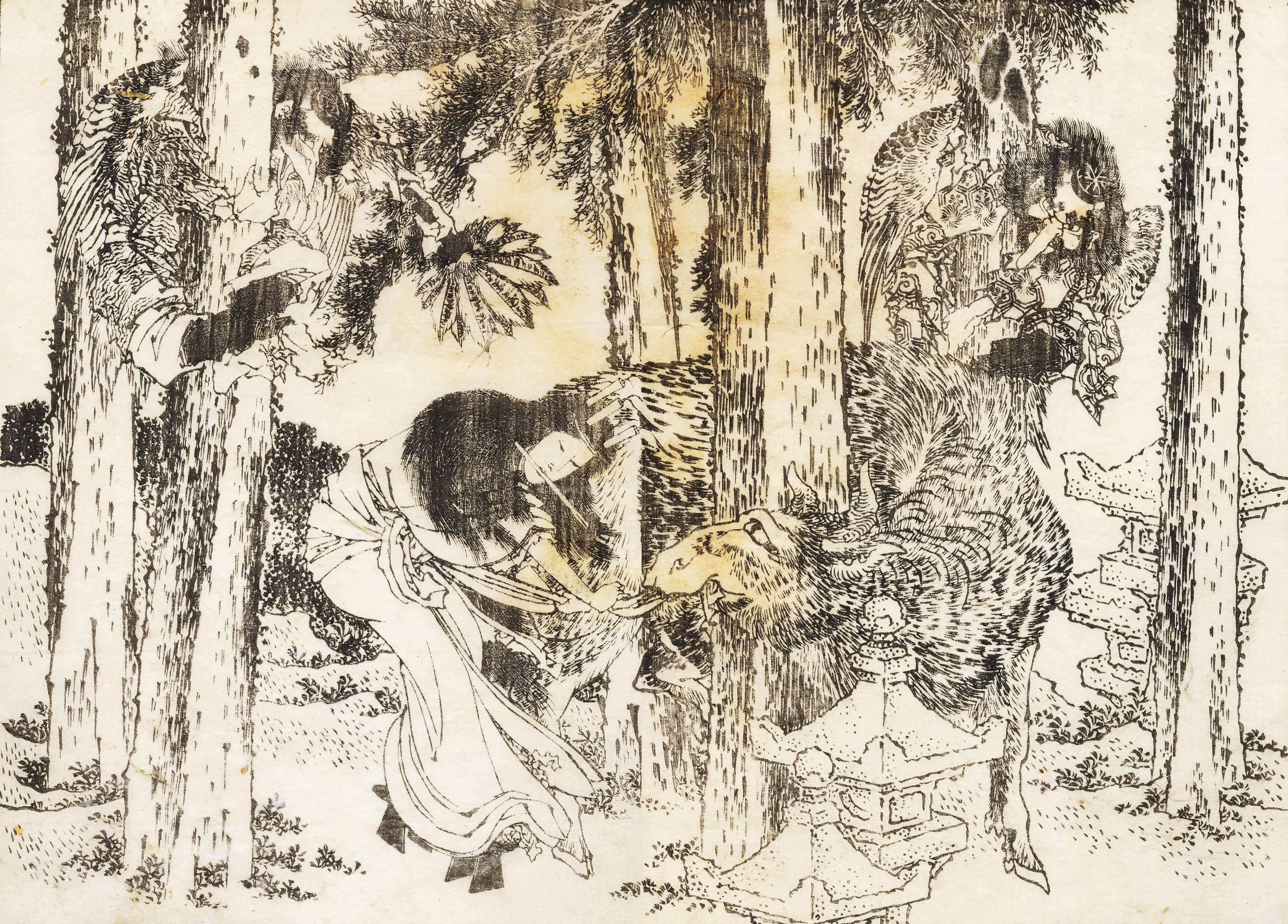
葛飾北斎の『北斎漫画』より、「丑の刻参り」の描き方を示した一図
神社の森にて、蝋燭を立てた鉄輪（五徳）を頭に乗せて呪詛を行う白装束の女（中央）と、応えて姿を現した牛様の妖怪（中央）。

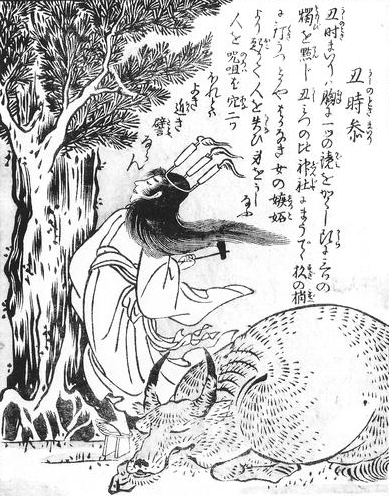
鳥山石燕 『今昔画図続百鬼』の内「丑時参
（うしのときまいり）」
貴船神社の神木を前に、蝋燭を立てた鉄輪（五徳）を頭に乗せて呪詛を行う橋姫と、付き従う牛様の妖怪。

平安時代にはすでに行われていたといわれる「丑の刻参り」（恨みを抱く対象者に災禍を与えるために行う呪詛の一つ）において、鉄輪（かなわ、五徳）は儀式の上で用いられる道具である。施術者（呪詛を行う者）は白装束を身に纏い、冠のように頭に被った鉄輪に蝋燭（ろうそく）を立てた姿となって、丑の刻（午前1時から午前3時頃）に神木のある場所に出向き、結界を破るため、呪詛対象者に見立てた藁人形に五寸釘を打ち込んで、牛などの姿をした妖怪を呼び出したといわれる。